# آنا تير-أفيتيكيان
آنا تير-أفيتيكيان (بالأرمنية: Աննա Տեր-Ավետիքյան)‏ (ولدت في 10 أكتوبر 1908 (وفق النمط القديم للتواريخ) / 23 أكتوبر1908 (وفق النمط الجديد للتواريخ) - توفيت في 16 January 2013) هي أول مهندسة معمارية أرمنية. قامت بتصميم العديد من المباني البارزة في أرمينيا، وتلقت العديد من الجوائز عن تلك الأعمال.

## حياتها المبكرة
ولدت آنا في 23 أكتوبر 1908 في يريفان التي كانت في ذلك الوقت ضمن محافظة إريفان في الإمبراطورية الروسية. في الوقت الذي تم فيه ضم أرمينيا إلى روسيا من الدولة العثمانية، منح نيكولاي الأول لقب «نبيل» لأجدادها لتقديمهم المساعدة والإمدادات الطبية لقوات الجنرال إيفان باسكفيتش (Ivan Paskevich). تنحدر آنا من عائلة من المهندسين المعماريين ومطوري المدن المشهورين بإنشاء أعمال معمارية بارزة، مثل أول نظام لمياه الشرب في يريفان، وأول مستشفى في المدينة، بالإضافة إلى معالم أخرى. أنشأ والدها «تيغران تير-أفيتيكيان» وشقيقه «يرفاند» قاعة فيلهارمونيان في يريفان، كما أنشأ مبنى مجلس المدينة في ساحة شاهومان، وأعمال أخرى مشهورة.
بعد الانتهاء من دراستها الثانوية، في عام 1924، التحقت آنا بالمدرسة التقنية بجامعة يريفان الحكومية (YSU) لدراسة الهندسة المعمارية. في عام 1926، في أثناء دراستها، بدأت العمل مع نكوغايوس بونيتيان وألكسندر تامانيان، وهما من المهندسين المعماريين المشهورين الذين قاموا بتصميم المخطط الرئيسي لمدينة يريفان والعديد من مبانيها. حيث كانت تذهب إلى المدرسة في الصباح، وبعد الظهر في ورشة بونيتيان، ثم العمل مع تامانيان في المساء. تخرجت آنا في عام 1930، وبعد ذلك بفترة وجيزة، تزوجت من المهندس المعماري كونستانتين هوفهانيسيان، الذي كان معها بالجامعة وكان يعمل أيضا مع بونيتيان وتامانيان.

## مسارها المهني

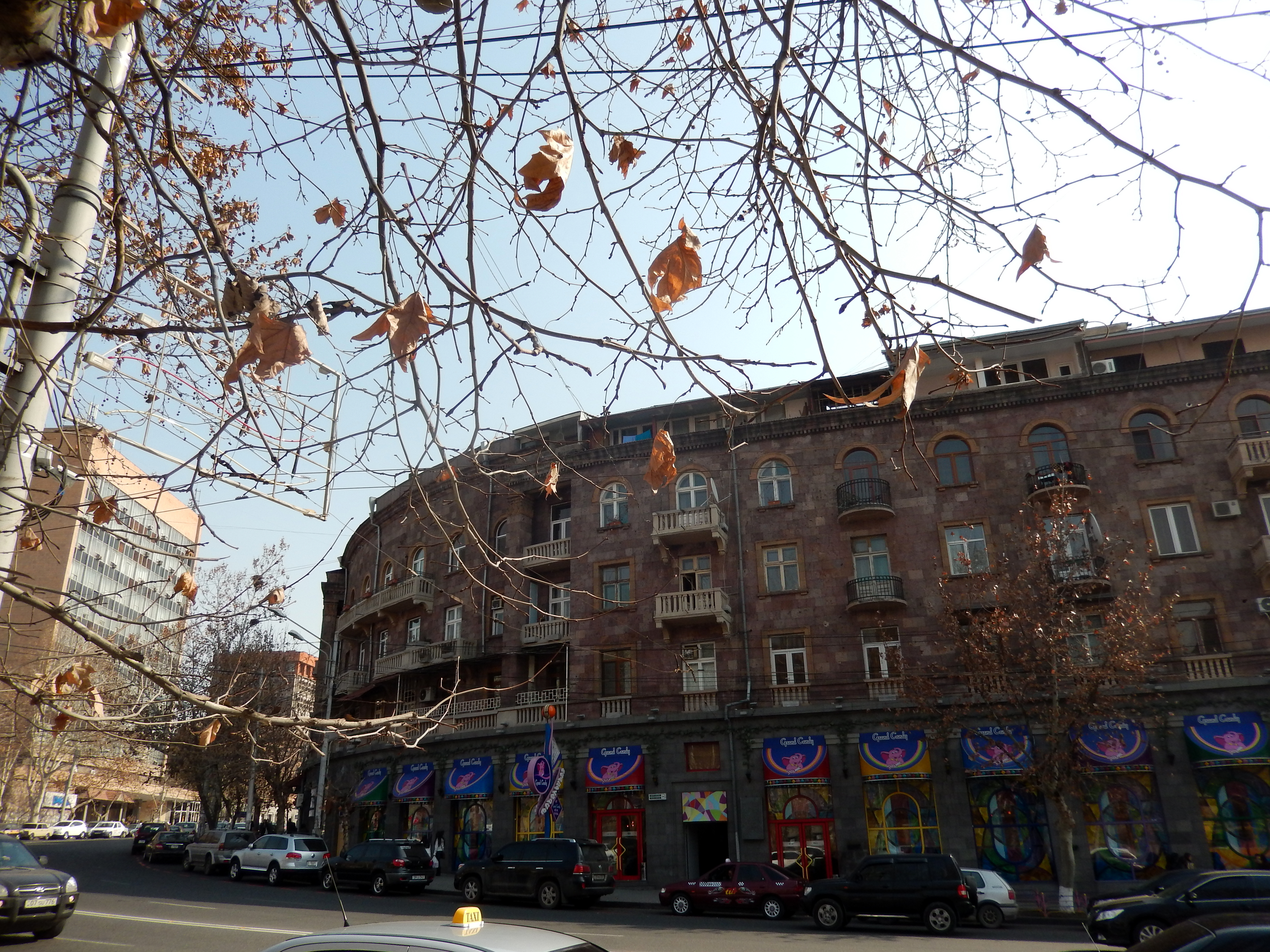
مبنى Ponchikanots في زاوية جادة ماشدوتس وشارع Koryun

قامت آنا بالتعاون مع زوجها، بتصميم مراكز مكافحة الحريق ومراكز الشرطة في يريفان وأيضا سينما «ساسونتسي تافيت». في عام 1938، حصلت إحدى تصميماتها على التقدير في المعرض الدولي الباريسي «المرأة في الفن والفن الشعبي»، وفي نفس العام  حصلت على لقب «الحائز على جائزة كل النقابات للإبداع الفني» للمهندسات المعماريات ((بالروسية: Лауреат Всесоюзных смотров творчества женщин-архитекторов)‏). وشغلت منصب رئيس الاتحاد الأرمني للمهندسين المعماريين بين عامي 1941 و1943. فاز تصميمها لمبنى «صانعي الأفلام» بالجائزة الأولى في مسابقة عام 1948 للسيدات المعماريات السوفيتيات. ذلك المبنى معروف باسم «مبنى بونشيكانوتس» Ponchikanots، لأنه يضم أحد المقهي الأول في يريفان الذي يُقدم مُعجنات الـ ponchiks الشهيرة.

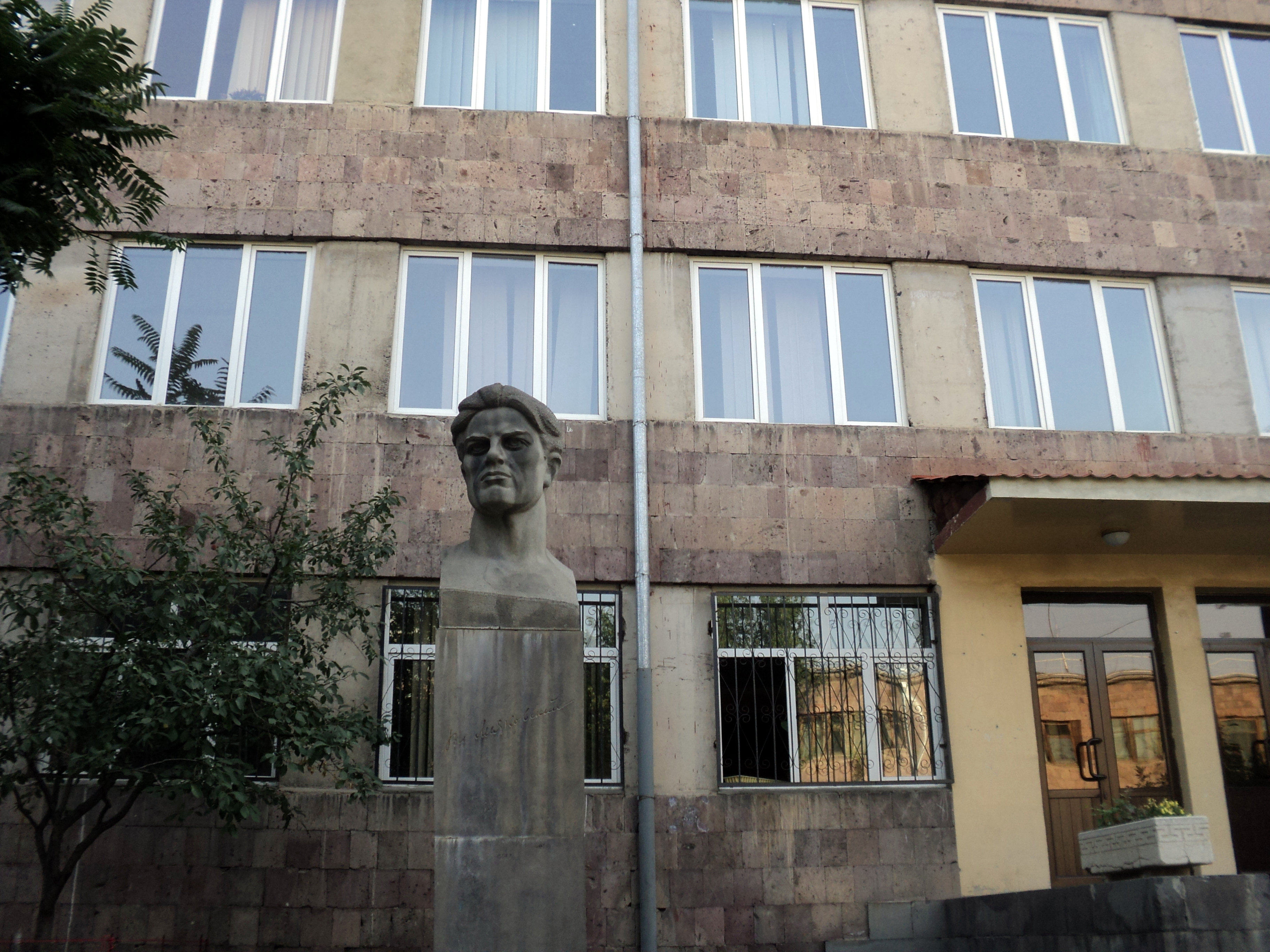
مدرسة فلاديمير ماياكوفسكي رقم 7. من تصميم آنا.

طوال حياتها المهنية عملت آنا على بناء المباني السكنية والمكتبية، وكذلك المدارس والمستشفيات، وكانت قد عملت في وقت لاحق مع شركة تصميم أخرى. من بين بعض تصاميمها استوديو الأفلام "Armenfilm" الذي يقع على ناصية شارع لينين وشارع كيروف في يريفان، ومبنى وزارة التجارة، ومبنى المفوضية الشعبية للشؤون الداخلية NKVD في شارعي أبوفيان وكيروف في يريفان، ومعهد R. Acharyan للغة في يريفان، والعديد من المدارس في العديد من المدن مثل فاغارشابات و وانادزور، ومستشفى في نور بايزيت. كانت تصميماتها معروفة بتكوينها الكلاسيكي وعناصرها الزخرفية، ولكن مع السمات القومية المرتبطة بالهندسة المعمارية الأرمنية. اكتسبت آنا سمعة طيبة عن تصميماتها لهياكل الزوايا، وقدرتها على التصميم في انسجام مع المساحات المحيطة، باستخدام عناصر مثل الأروقة المعمدة المقعرة لتعويض الخطوط المستقيمة في الشارع.
في عام 1945، تم تكريمها من قِبل مجلس السوفيت الأعلى لجمهورية أرمينيا السوفيتية الاشتراكية، وفي عام 1956، تم منحها مرة أخرى جائزة «الحائز على جائزة كل النقابات للإبداع الفني». في عام 1968، أصبحت آنا مهندسا معماريا فخريا، وتقاعدت في عام 1972. بعد استقلال أرمينيا عن الاتحاد السوفيتي، تم تكريم آنا من قبل جمهورية أرمينيا، وحصلت على الميدالية الذهبية لالكسندر تامانيان في عام 2002. في عام 2008، حصلت على الميدالية الذهبية من مدينة يريفان، في عيد ميلادها المائة. كانت آنا موضوعًا لمقالة مميزة في مجلة «العمارة والإنشاءات» (Architecture, Construction) في عام 2012، حيث قورنت هي وأعمالها مع المعماري البرازيلي الشهير أوسكار نيماير.

## وفاتها
توفيت آنا في 16 يناير 2013 في يريفان. بعد عمر حافل بالتصميمات المعمارية الشهيرة، التي تجاوزت أكثر من أربعين مبنى في جميع أنحاء أرمينيا، بما في ذلك مبنى Ponchikanots التاريخي.